# Đại hội Thể thao Đông Nam Á 2009
Đại hội Thể thao Đông Nam Á 2009 (tiếng Lào: ກີລາພູມິພາກອາຊີຕາເວັນອອກສຽງໃຕ້ 2009, translit. Kila phoumipak asi taven oak siang tai 2009), tên gọi chính thức là Đại hội Thể thao Đông Nam Á lần thứ 25, là sự kiện thể thao đa môn khu vực Đông Nam Á do Viêng Chăn, Lào đăng cai tổ chức. Đây là lần đầu tiên Lào đăng cai tổ chức SEA Games, sau khi nước này từng từ chối đăng cai Đại hội Thể thao Bán đảo Đông Nam Á năm 1965 do gặp khó khăn tài chính. Đây cũng là lần đầu tiên SEA Games được tổ chức tại một quốc gia không giáp biển.
Đại hội kỷ niệm 50 năm SEA Games và chính thức diễn ra từ ngày 9 đến ngày 18 tháng 12 năm 2009, với một số môn thi đã khởi tranh từ ngày 2 tháng 12. Khoảng 3.100 vận động viên tham gia tranh tài tại 372 nội dung thuộc 25 môn thể thao. Lào là quốc gia thứ chín đăng cai SEA Games, sau Thái Lan, Myanmar, Malaysia, Singapore, Indonesia, Philippines, Brunei và Việt Nam. Lễ khai mạc được Chủ tịch Lào Choummaly Sayasone chủ trì tại Sân vận động Quốc gia Lào mới.
Bảng tổng sắp huy chương cuối cùng chứng kiến Thái Lan dẫn đầu, tiếp theo là Việt Nam và Indonesia, trong khi nước chủ nhà Lào xếp thứ bảy. Nhiều kỷ lục của đại hội và kỷ lục quốc gia đã bị phá vỡ trong kỳ SEA Games này.

## Bầu chọn chủ nhà
Trong cuộc họp của Liên đoàn Đại hội Thể thao Đông Nam Á tại Đại hội Thể thao Đông Nam Á năm 2003 tại Việt Nam, Viêng Chăn, thành phố thủ đô của Lào đã được chọn là nơi đăng cai Đại hội Thể thao Đông Nam Á năm 2009.

## Quá trình chuẩn bị tổ chức
Ban tổ chức SEA Games 25 (LAOSOC) của Lào do chủ tịch Somsavat Lengsavad đứng đầu được thành lập để giám sát việc tổ chức các trận đấu.

## Đại hội

### Quốc ca
Pheng Xat Lao

### Lễ khai mạc
Lễ khai mạc Đại hội Thể thao Đông Nam Á 2009 được tổ chức vào ngày 9 tháng 12 năm 2009 lúc 18:10 (giờ Lào) tại Sân vận động Quốc gia Lào mới. Buổi lễ diễn ra trước đó với sự xuất hiện của Chủ tịch nước Choummaly Sayasone và một số khách mời danh dự tới sân vận động. Tiếp theo là tuyên bố bắt đầu buổi lễ bởi 2 người dẫn chương trình bằng tiếng Anh và Lào là Sinphone Southammavong và Phouthasone Douangphomy. Ngay sau đó, cuộc diễu hành của các vận động viên từ các quốc gia tham dự do ban nhạc Lực lượng Cảnh sát Lào dẫn đầu và những người mang cờ mang cờ của các trận đấu và cờ của các quốc gia tham dự. Đoàn Lào, đông nhất trong số các quốc gia tham dự với 733 vận động viên và quan chức, đã nhận được sự chào đón nồng nhiệt nhất của khán giả khi tiến vào sân vận động. Sau khi tất cả các đội diễu hành vào sân vận động, Quốc kỳ Lào và cờ của các trận đấu được kéo lên khi Quốc ca Lào được vang lên. Sau đó, ông Somsavat Lengsavad, Phó Thủ tướng Thường trực Chính phủ Lào, Trưởng ban Tổ chức Đại hội Thể thao Đông Nam Á lần thứ 25 đã phát biểu chào mừng và Chủ tịch Choummaly tuyên bố khai mạc các trận đấu. Mayuly Phanouvong đã tuyên thệ vận động viên, trong khi lời tuyên thệ của trọng tài do Somphone Manikham đảm nhận. Sau đó, một nhóm vận động viên lần lượt vượt qua ngọn lửa trong lễ rước đuốc trước Phoxay Aphailath, đốt ngọn lửa trên một mũi tên do một nam vận động viên bắn cung trong trang phục Sang Sinxay sau đó nhắm mũi tên được thắp sáng bởi ngọn lửa từ Phoxay với cây cung mang theo bên mình, bắn và thắp sáng cho đài lửa, tượng trưng cho sự khởi đầu của trò chơi. Sau khi chiếc vạc được thắp sáng, các vận động viên tham gia lễ diễu hành trước đó đã được lực lượng Cảnh sát Lào hộ tống ra khỏi sân vận động, nhường chỗ cho màn dân vũ sau phần lễ. Tiết mục trong phần hội bao gồm các phân đoạn như Vũ điệu chào mừng SEA Games (chiếu sáng đèn laser trên sân khấu bằng dòng chữ chào mừng đến với SEA Games 25 bằng phiên âm chữ Latin, logo biểu trưng và 2 linh vật: Voi Champa và Champi). Hòa trong tiếng khèn bè và dân ca mó lam, cặp voi Champa và Champi trong trang phục Lào bước ra sân vận động vẫy chào quan khách. Các phân đoạn tiếp theo gồm cảnh sắc thiên nhiên và cuộc sống của cộng đồng các dân tộc Lào, Sử thi Sinxay của thời hiện đại, Tương lai tươi sáng, Hòa đồng hướng tới tương lai, Cánh đồng lúa vàng và ánh sáng chính nghĩa.

### Lễ bế mạc
Lễ bế mạc Đại hội Thể thao Đông Nam Á 2009 được tổ chức vào lúc 18:10 (giờ Lào) ngày 18 tháng 12 năm 2009 tại Sân vận động Quốc gia Lào mới. Buổi lễ diễn ra trước đó với sự xuất hiện của Thủ tướng Bouasone Bouphavanh và một số khách mời danh dự tới sân vận động. Bắt đầu bằng cuộc diễu hành của các vận động viên theo thứ tự các môn thi đấu, sau đó là bài phát biểu bế mạc của Chủ tịch, ông Songsavad Lengsavad tuyên bố lá cờ SEA Games màu xanh và quốc kỳ được các chiến sĩ Quân đội Lào hạ xuống. Quyền đăng cai SEA Games sau đó được chuyển giao cho Indonesia, nước chủ nhà của Đại hội thể thao Đông Nam Á 2011trong đó Andy Mallarangeng, Bộ trưởng Thanh niên và Thể thao Indonesia nhận lá cờ đăng cai. Phân đoạn chào mừng với văn hóa Indonesia do các vũ công Indonesia biểu diễn. Buổi lễ kết thúc với màn múa chia tay của người Lào bao gồm Bản sắc nông thôn, Tết Lào, Lễ hội truyền thống và lễ hội đua thuyền.

### Quốc gia tham dự
- Brunei (74 vận động viên)
- Campuchia (214)
- Indonesia (650)
- Lào (853) (Chủ nhà)
- Malaysia (564)
- Myanmar (389)
- Philippines (360)
- Singapore (413)
- Thái Lan (860)
- Đông Timor (61)
- Việt Nam (681)

### Các môn thi đấu
Vì cơ sở vật chất thể thao tại Viêng Chăn còn hạn chế và Lào không có đường bờ biển, nên chỉ có 25 môn thể thao được đưa vào chương trình thi đấu, so với 43 môn tại Đại hội Thể thao Đông Nam Á năm 2007 tổ chức ở Thái Lan. Trong số các môn thể thao Olympic bị loại khỏi kỳ đại hội này có bóng chày, canoeing, thuyền buồm, thể dục dụng cụ, khúc côn cầu, chèo thuyền, đấu kiếm, ba môn phối hợp, đua ngựa, bóng mềm và bóng rổ.
- Bắn cung (8)

- Thể thao dưới nước

- -  Bơi lội (32)

- -  Finswimming (16)

- ʰ
  -  Nhảy cầu (8)

- -  Bóng nước (1)

- Điền kinh (45)

- Cầu lông (7)

- Bi-a và snooker (10)

- ¹
- Quyền Anh (15)

- Xe đạp (8)

- Bóng đá (2)

- Golf (4)

- Judo (18)

- Karate (17)

- ¹
- Muay Thái (13)

- Pencak silat (17)

- Bi sắt (11)

- Cầu mây (8)

- ¹
- Bắn súng (34)

- Đá cầu (7)

- ʰ
- Bóng bàn (7)

- Taekwondo (21)

- Quần vợt (7)

- Bóng chuyền (4)

- Cử tạ (13)

- Vật (18)

- Wushu (21)

- ¹

Key
¹ – không phải là môn thể thao Olympic
ʰ – môn thể thao vắng  mặt tại kỳ thể thao trước và được giới thiệu trở lại bởi nước chủ nhà

## Tiếp thị

### Biểu trưng
Logo của SEA Games 25 là hình ảnh tháp Thạt Luổng - công trình kiến trúc vĩ đại nhất của nước Lào nằm hiền hòa bên bờ sông Mekong; tượng trưng cho văn hóa, nghệ thuật và lịch sử đất nước triệu voi. 3 đường cong của sông Mekong tượng trưng cho nguồn gốc,  tập tục sinh hoạt và lối sống người Lào và đặc biệt trong thể thao. Bản thân sông Mekong cũng tượng trưng cho sự thống nhất của các quốc gia Đông Nam Á và tinh thần hữu nghị được thúc đẩy bởi các cuộc thi đấu thể thao.

### Linh vật

Linh vật chính
Champa và Champi

Chú voi trắng được đặt tên là "Champa" trong khi cô voi hồng tên "Champi" trong trang phục truyền thống tượng trưng cho nước Lào, thường được gọi là "Đất nước Triệu Voi". Các linh vật được mô tả như đang vui vẻ, là một phần quan trọng trong việc thi đấu thể thao.

### Bài hát chính thức
Ca khúc chính thức của SEA Games 25 được công bố vào ngày 21 tháng 6 năm 2009. "The Spirit of the Flame" do Sam Intharaphithak sáng tác và trình bày đã được chọn là ca khúc chính thức của kì SEA Games tại Lào. Sam sẽ là ca sĩ trình diễn bài hát này trong buổi lễ khai mạc diễn ra vào ngày 9 tháng 12 năm 2009 tại sân vận động quốc gia Lào.
Phần lời bài hát được viết bằng hai ngôn ngữ: tiếng Lào và tiếng Anh.

### Khẩu hiệu
"Generosity, Amity, Healthy, Lifestyle" (Sự hào phóng, Thân thiện cùng Lối sống lành mạnh) (tiếng Lào: ຄວາມເອື້ອເຟື້ອເພື່ອແຜ່ ຊີວິດສຸຂະພາບ, phát âm tiếng Lào: [khuaam euofeu pheuoaeph sivid sukhaphab]).

### Hình hiệu
Mở đầu trên nền nhạc hòa tấu dân ca Lào là buổi sáng trên cổng patuxai với dải băng nhiều màu bay xuyên qua, dẫn tới tháp Thạt Luổng về đêm, quang cảnh vùng núi Lào hùng vỹ, cầu Hữu nghị Thái-Lào cùng với những phân môn thi đấu thể thao được thể hiện bởi cặp voi Champa và Champi dưới thiết kế đồ họa 3D. Cuối cùng những dải băng màu sắc cùng những lá cờ 11 nước Đông Nam Á hội tụ trên phông nền trắng, logo SEA Games 25 hiện ra báo hiệu cho kỳ đại hội bắt đầu.

## Truyền thông
Đài Truyền hình Quốc gia Lào và kênh Lao Star Channel hợp tác truyền hình trực tiếp 17 trong tổng số 25 môn thể thao của Ðại hội.

## Bảng tổng sắp huy chương
Tổng cộng có 1.246 huy chương được trao tại Đại hội Thể thao Đông Nam Á năm 2009, bao gồm 372 huy chương vàng, 374 huy chương bạc và 500 huy chương đồng. Chủ nhà Lào đã có kỳ đại hội thành công nhất trong lịch sử tham dự của mình, xếp hạng 7 chung cuộc trong tổng số các quốc gia tham dự. Đây được xem là một dấu mốc nổi bật của thể thao Lào trong khuôn khổ đại hội khu vực.
| Hạng                | Đoàn                | Vàng | Bạc | Đồng | Tổng số |
| ------------------- | ------------------- | ---- | --- | ---- | ------- |
| 1                   | Thái Lan            | 86   | 83  | 97   | 266     |
| 2                   | Việt Nam            | 83   | 75  | 57   | 215     |
| 3                   | Indonesia           | 43   | 53  | 74   | 170     |
| 4                   | Malaysia            | 40   | 40  | 59   | 139     |
| 5                   | Philippines         | 38   | 35  | 51   | 124     |
| 6                   | Singapore           | 33   | 30  | 35   | 98      |
| 7                   | Lào                 | 33   | 25  | 52   | 110     |
| 8                   | Myanmar             | 12   | 22  | 37   | 71      |
| 9                   | Campuchia           | 3    | 10  | 27   | 40      |
| 10                  | Brunei              | 1    | 1   | 8    | 10      |
| 11                  | Đông Timor          | 0    | 0   | 3    | 3       |
| Tổng số (11 đơn vị) | Tổng số (11 đơn vị) | 372  | 374 | 500  | 1246    |